# Chrysotypus locuples
Chrysotypus locuples är en fjärilsart som beskrevs av Paul Mabille 1879. Chrysotypus locuples ingår i släktet Chrysotypus och familjen Thyrididae. Inga underarter finns listade i Catalogue of Life.